# 酒井雅秋
酒井 雅秋（さかい まさあき、1975年9月20日 - ）は、日本の脚本家。東京都生まれ。日本大学藝術学部映画学科卒業。エム・エーフィールド所属。

## 主な作品

### テレビドラマ

#### 連続ドラマ
- 1242kHz こちらニッポン放送（2005年、フジテレビ）
- チェケラッチョ!! in TOKYO（2006年、フジテレビ）
- 花嫁は厄年ッ!（2006年、TBS）
- 鉄板少女アカネ!!（2006年、TBS）
- Dr.コトー診療所（2006年、フジテレビ） - 構成協力
- まるまるちびまる子ちゃん 実写ドラマパート（2007年、フジテレビ）
- CHANGE（2008年、フジテレビ） - 構成協力
- ウォーキンバタフライ（2008年、テレビ東京）
- ザ・プロローグ『ぬくみ〜ず7』（2008年、フジテレビ）
- 任侠ヘルパー（2009年、フジテレビ） - 脚本協力
- 東京DOGS（2009年、フジテレビ） - 共同脚本・脚本協力
- 絶対零度〜未解決事件特命捜査〜（2010年、フジテレビ）
- おじいちゃんは25歳（2010年、TBS）
- パーフェクト・リポート（2010年、フジテレビ）
- 絶対零度〜特殊犯罪潜入捜査〜（2011年、フジテレビ）
- 家族のうた（2012年、フジテレビ）
- 相棒 Season 11（2013年、テレビ朝日） - #14
- 鴨、京都へ行く。-老舗旅館の女将日記-（2013年、フジテレビ）
- SMOKING GUN〜決定的証拠〜（2014年、フジテレビ）
- 破門（2015年、BSスカパー!）
- 螻蛄（2016年、BSスカパー!）
- コールドケース2～真実の扉～（2018年、WOWOW）
- コールドケース3～真実の扉～（2020年、WOWOW）
- レッドアイズ 監視捜査班（2021年、日本テレビ）
- らせんの迷宮〜DNA科学捜査〜（2021年、テレビ東京）
- アバランチ（2021年、関西テレビ）
- ケイ×ヤク -あぶない相棒-（2022年、読売テレビ）
- インフォーマ（2023年、カンテレ ・ Netflix）
- CODE-願いの代償-（2023年、日本テレビ）

#### 単発ドラマ
- スカルマン〜闇の序章〜（2007年、フジテレビ）
- 親父の一番長い日（2009年、フジテレビ）
- 救命病棟24時〜救命医・小島楓〜（2009年、フジテレビ） - 脚本協力
- 絶対零度〜未解決事件特命捜査〜Special（2011年、フジテレビ）
- 世にも奇妙な物語 秋の特別編「憑かれる」（2011年、フジテレビ）
- 二夜連続SPドラマ積木くずし 最終章（2013年、フジテレビ）
- ドラマスペシャル 佐方貞人シリーズ（テレビ朝日）
  - 検事の死命（2016年）
  - 検事の本懐（2016年）
  - 検事・佐方〜裁きを望む〜（2019年）
  - 検事・佐方〜恨みを刻む〜（2020年）
- 2夜連続スペシャルドラマ名探偵・明智小五郎（2019年、テレビ朝日）

### 映画
- NEO MOVIES『調布空港』（2006.09）
- 『宮城野』 （2008.11）ディレクターズカット版も製作される。※平成19年度芸術文化振興基金助成作品
- 『TWILIGHT FILE V らん・ラン・RUN！』（2008.11）
- 『アンダルシア 女神の報復』脚本協力（2011.06）
- 『任侠学園』（2019.09）

### 配信
- ネットシネマ『ベストフレンド』（2004）
- RYTHEM PV 『Bitter & Sweet』（2006）
- ミュードラ DEL『春日和』（2007、フジテレビ）
- ミュードラ 榎本くるみ『愛すべき人』（2007、フジテレビ）
- ミュードラ アイドリング!!!『Snow Celebration』（2007、フジテレビ）
- インフォーマ -闇を生きる獣たち-（2024、ABEMA）